# Sudan Archives

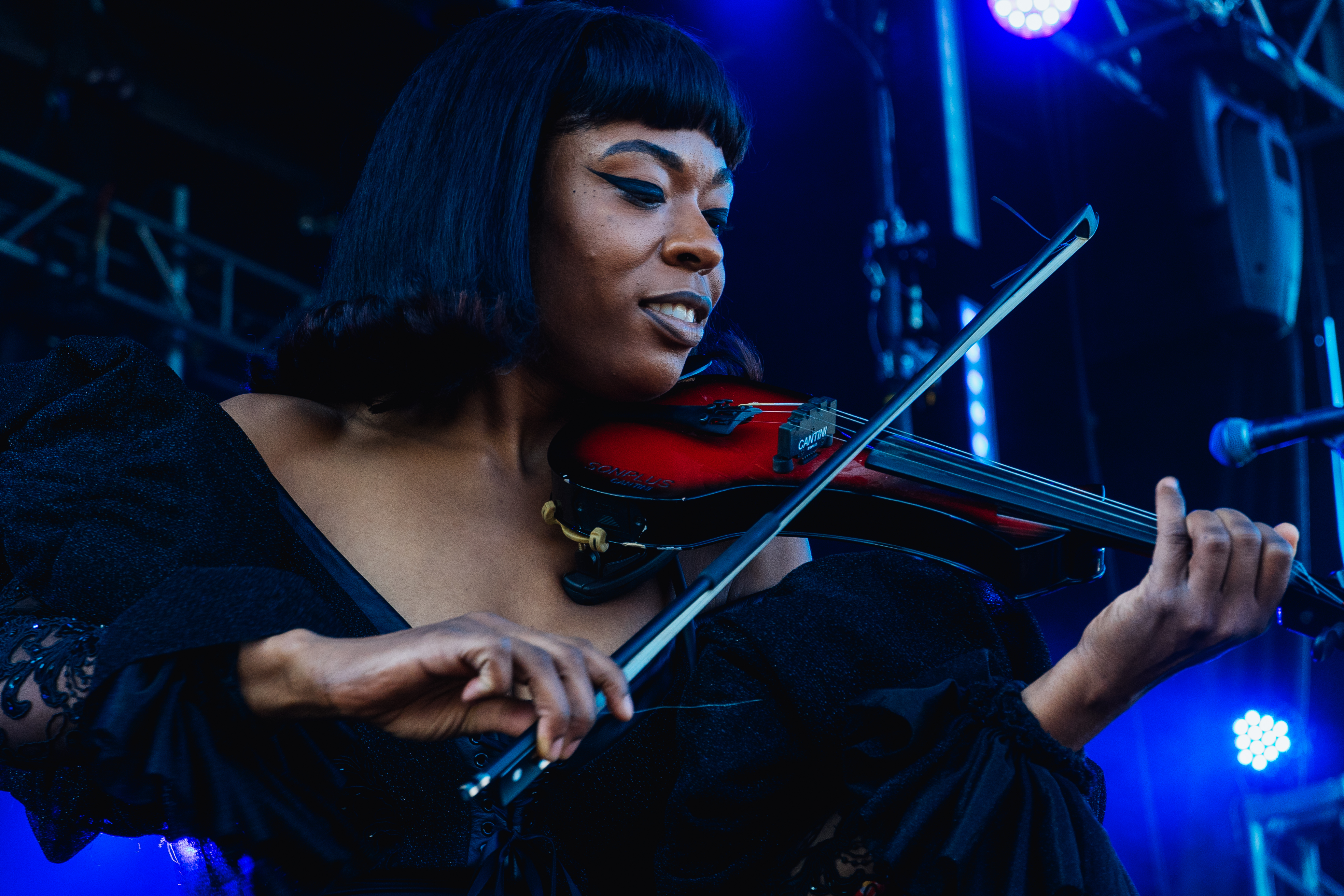
Sudan Archives (2019)

Brittney Denise Parks, besser bekannt unter ihrem Künstlernamen Sudan Archives, ist eine US-amerikanische Geigerin, Sängerin, Songwriterin und Produzentin.

## Biografie
Parks wuchs in Cincinnati in Ohio auf. In der vierten Klasse (4th grade), also im Alter von 9 bis 10 Jahren, begann sie Geige zu spielen; sie brachte sich das Instrument selbst bei. Sie spielte die Geige auch im Kirchenchor.
Ihr Stiefvater, ein Musikproduzent, wollte Parks zusammen mit ihrer Zwillingsschwester als Popduo aufbauen. Als dies fehlschlug, strebte Parks eine Solokarriere an. Mit 19 zog sie nach Los Angeles, wo sie einen Vertrag mit dem Label Stones Throw Records ergattern konnte.
Nach zwei EPs (2017 und 2018) erschien am 1. November 2019 ihr Debütalbum Athena, das durchweg positive Kritiken erhielt.

## Musikalischer Stil
Laut Yuki Schubert (taz) kreierte Sudan Archives „eine hypermoderne Version von R&B, bei dem das klassische Instrument zum hypnotisierenden Rhythmusgeber wird.“ Dazu gesellen sich selbstprogrammierte Beats und der eigene Gesang, „mal sanft verletzlich, mal fordernd und draufgängerisch“. Die Grundlage dieses Sounds kommt aus Afrika, insbesondere dem Sudan und Ghana, obwohl Parks nie dort lebte.

## Diskografie

### Album
- 2019: Athena
- 2022: Natural Brown Prom Queen

### EPs
- 2017: Sudan Archives
- 2018: Sink

### Singles
- 2017: Water
- 2019: Confessions